# Goddy Leye
Goddy Leye, de son vrai nom Godfried Kadjo, né le 24 novembre 1965 à Mbouda et mort le 19 février 2011 à Bonendale (Douala) est un artiste et intellectuel camerounais. 
Son travail se concentre sur les vidéos, les installations, l'art conceptuel et les contributions théoriques. Il est le fondateur du centre d'art ArtBakery à Bonendale, au Cameroun, et il était le conservateur et le promoteur de l'art in situ et de projets internationaux. Son rôle était central dans la scène culturelle et artistique au Cameroun et au niveau international.

## Biographie et carrière
Goddy Leye est né le 24 novembre 1965 à Mbouda, au Cameroun. Il obtient son diplôme dans un lycée bilingue en 1989 et étudie la littérature et la philologie africaines à l'Université de Yaoundé entre 1986 et 1991. En 1990, il obtient sa maîtrise en littérature africaine. Sa formation artistique commence en 1987 avec l'artiste et historien d'art Pascal Kenfack à Yaoundé jusqu'en 1992. Il poursuit sa formation en 1994 à l'Institut National des Arts de Bamako, en 1997 au ZKM Karlsruhe Centre for Art and Media en Allemagne, en 1999 au 18th Street Arts Complex à Santa Monica en Californie et entre 2002 et 2002 à la Rijksakademie van Beeldende Kunsten à Amsterdam. Aux Pays-Bas, il cofinance et devient membre du réseau international de la Rijksakademie (RAIN), un réseau d'artistes qui soutiennent les pratiques culturelles contemporaines dans leur pays d'origine. C'est précisément pour son intérêt pour le soutien des pratiques artistiques que Leye retourne à Douala en 2002 pour créer le centre d'art ArtBakery à Bonendale, qui se consacre spécifiquement à la facilitation de la formation artistique et des échanges entre artistes et au soutien du multimédia, des installations, de la vidéo et de l'art numérique.
En 2002, il a été le curateur du projet Bessengue City, un atelier et une série de projets artistiques in situ dans le quartier de Bessengue à Douala ; le projet a impliqué Goddy Leye, James Beckett, Hartanto, Jesus Palomino et la communauté locale. En 2006, il a promu et participé à Exit Tour. En 2007, il a contribué à l'atelier Ars&Urbis organisé à Douala par doual'art pour la préparation du SUD Salon Urbain de Douala et il a été en résidence à la Fondation Blachère à Apt, France. En 2008, il a été en résidence à l'espace culturel Gasworks à Londres; en 2009, il a participé au projet Image Art After en dialogue avec Florence Ayisi et il a contribué au Symposium de la Résidence du Caire.
L'œuvre de Leye a reçu des prix de l'UNESCO, de la Fondation Rockefeller et du ministère néerlandais des Affaires étrangères. En tant qu'artiste et intellectuel, il a participé à de nombreux comités d'experts ; il a été membre du groupe de réflexion de l'Africa Centre au Cap et a été ambassadeur du CAN (Creative Africa Network).

## Travail
Leye a commencé à travailler en tant qu'artiste en 1992. Son travail était axé sur la mémoire, le postcolonialisme africain et la construction de l'histoire. Il s'est plus particulièrement exprimé à travers des œuvres multimédias, des vidéos et des installations vidéo. Au fil du temps, il a commencé à s'impliquer de plus en plus dans la production de projets tant au Cameroun qu'au niveau international. Il a contribué à des publications, produit et conservé des œuvres d'art in situ et fondé le centre ArtBakery. Ce centre offre des outils et une infrastructure aux artistes intéressés par les productions multimédias et se caractérise par un rôle actif dans la formation. Leye était considéré comme un artiste et un intellectuel clé par les artistes camerounais de sa génération et des plus jeunes.
Leye s'est intéressé à la manière dont l'histoire est racontée et dont le savoir est transmis et oublié à travers ses œuvres d'art, ses écrits et sa participation active à des conférences et des groupes de réflexion. Ses contributions théoriques ont porté sur la structure des institutions culturelles, sur les systèmes de réseaux, sur les pratiques artistiques et culturelles et sur les transformations urbaines.

### Vidéos et installations
- Na Lingi Yo, 2007[11]
- Sankofa River, 1997[11]
- We Are the World, vidéo, 2006[11]
- Elections, UCA project, 2007[11]
- Honey Moon[11]
- Avis sur Visage, vidéo installation, 2007[11]
- The Beautiful Beast, video installation[11]
- Stickers and Wall, Alexandria, Égypte, 2004[11]
- Dancing With the Moon, vidéo installation, 2003[11]
- Reel Location, vidéo, 2002[12]
- The Walking Mirror, vidéo, 2001[13]
- Visa-je, vidéo installation, 2000[11]
- The Voice of the Moon, vidéo installation[14]
- Collaboration with Collectif Auto Da Fe, No Art on Two Dollars A Day, video. Vidéo réalisée à partir de la performance faite pendant le SUD Salon Urbain de Douala 2007[15].

### Expositions en solo
- Fiction ou realite?, Fri'Art, Fribourg, 2003
- Dancing with the Moon, doual'art, Douala, 2003
- Goddy Leye, Icba Gallery, Salvador de Bahia, 2001
- Sankofa Blues, doual'art, Douala, 2000
- Sankofa Blues, Institut Goethe, Yaoundé, 1999
- Behind the Scenes, Electronic Cafe International, Santa Monica, US/on Internet, 1999
- Sankofa River, doual'art, Douala, 1999
- Sankofa, French Cultural Centre, Douala, Douala, 1999
- Sankofa Video, Institut Goethe, Yaoundé, 1999
- Fouilles Sauvages, doual'art, Douala, 1996
- Bois Sacré, Institut Goethe, Yaoundé, 1995
- Bois Sacré, Ifa, 1995

### Expositions collectives
Les œuvres de Goddy Leye sont présentées dans de nombreux festivals et expositions internationales.
- Breaking News. Contemporary Photography from the Middle East and Africa, Ex Ospedale Sant'Agostino, Modena, 2010
- SUD PARIS, Maison Revue noire, Paris, 2010
- Cameroonian Touch.2 – doual'art, Douala, 2010
- This is now 1 & 2 – L'appartement 22, 1st Johannesburg Art Fair, 2088 and Rabat, 2009
- Prêt-à-pARTager, Mode-Fotografie-Workshop, organisé par l'IFA Institut für Auslandsbeziehungen, Dakar, 2008 (exposition itinérante)
- Africa Remix, Johannesburg Art Gallery, Johannesburg, 2007
- Ba Mama, Galerie Mam, Douala, 2007
- Contemporary Vision, The World Bank, Yaoundé, 2007
- Africa Remix, Centre Pompidou, Paris, 2006
- Exit Tour, Douala, Cotonou, Lomé, Accra, Ouagadougou, Bamako, Dakar, 2006, promu par ArtBakery.
- Africa Remix, Museum Kunstpalast, Düsseldorf, Germany, 2004
- New, Netwerk galerij, Aalst, 2003
- Unesco laureates, 18th street arts complex, Santa Monica, USA, 2003
- Post-border land, SBK, Amsterdam, 2003
- Nuits métis, la Ciota, 2003
- Electromediascope, The Nelson Atkins Museum of Art, Kansas City, 2002
- Slow, Shedhalle, Zurich, Switzerland, 2002
- Rendez-vous at Xiamen, Chinese European Art centre, Xiamen, 2002
- Nuits métis, la Ciota, 2002
- Videoformes 2002, Clermont-Ferrand, 2002. Présentation de la vidéo The Walking Mirror.
- Right 2 fight, Sarah Lawrence College, New York, 2002
- Sao Paulo Biennial, Blick Wechsel, São Paulo, Brazil, 2002
- Playtime, Johannesburg, 2002
- Bili Bidjocka / Goddy Leye, Espace Doual'Art, Douala, Cameroon, 2001
- BlickWechsel, IFA-Galerie, Berlin, 2001
- Lucarne, Goethe-Institut, Yaounde, Cameroon, 2001
- BlickWechsel, Bonn and IFA-Galerie Stuttgart, 2000
- Total Global, Museum fur Gegenwartskunst, Bale, 2000
- Havana Biennial, Havana, 2000
- Dak'Art 2000, Biennale de l'Art contemporain africain, Dakar Biennale, Dakar, 2000
- South Meets West, Berne, 2000
- Boulev'Art, Cotonou, 2000
- Sept des cents derniers jours, Espace Doual'art, Douala, 2000
- Lille 2000, Lille, 2000
- South Meets West, Accra, 1999
- Dream, Espace Doual'art, Douala, 1999
- Triennale der Kleinplastik, Stuttgart, 1998
- Dak'art 98, Dakar Biennale, Dakar, 1998
- Fenac 98 Festival national de l'Art et de la Culture, Ebolowa, 1998
- L'Art entre Tradition et Globalisation, Goethe-Institut, Yaoundé, 1997
- Le Kwatt, Espace Doual'art, Douala, 1997
- Babil 2, Espace Doual'art, Douala, 1997
- Resource Art Cameroon, Goethe-Institute, Yaoundé, 1996
- Cameroon Art, Galeria Arte Mondo, Sarrano, 1996
- Africa Unite, Galerie Africréa, Yaoundé, 1996
- Nouvelles Tendances de la Peinture camerounaise, Galerie Africréa, Yaoundé, 1996
- Babil, Goethe-Institute, Yaoundé, 1995
- Taxi-couleurs, ERBA École régionale des Beaux-Arts, Angers, 1995
- Fenac 94, Douala, 1994
- Taxi-Couleurs, CCF-INA, Bamako, 1994
- Festac 88 National Festival of Arts and Culture, Douala, 1988

### Contributions théoriques et travail de conservation
Goddy Leye a contribué à des publications et des magazines tels que le magazine Chimurenga. Il a activement soutenu la création du magazine DiARTgonale fondé par l'artiste Achilleka. Il a été le fondateur et le directeur du centre ArtBakery, créé en 2002. Il a été le commissaire du projet Bessengue City organisé dans le quartier de Bessengue à Douala en 2002 et il a été le promoteur en 2006 de Exit Tour.